# Yuki Miyazawa
Yuki Miyazawa (jap. 宮澤夕貴 Miyazawa Yuki; ur. 2 czerwca 1993 w Izumi) – japońska koszykarka, występująca na pozycji niskiej skrzydłowej, reprezentantka kraju, wicemistrzyni olimpijska, czterokrotna mistrzyni Azji, obecnie zawodniczka Fujitsu Red Wave.

## Osiągnięcia
Stan na 17 listopada 2022, na podstawie, o ile nie zaznaczono inaczej.

### Drużynowe
- Mistrzyni Japonii (2013–2019)[3][4][5][6][7][8][9]
- Wicemistrzyni Japonii (2021, 2022)[10][11]
- Zdobywczyni Pucharu Cesarzowej (2019–2021)[9][12][10]

### Indywidualne
- MVP finałów mistrzostw Japonii (2019)
- Zaliczona do I składu ligi japońskiej (2015, 2017–2020)
- Uczestniczka meczu gwiazd ligi japońskiej (2016–2020)[6][7][8][9][12]
- Liderka japońskiej ligi WJBL w skuteczności rzutów za 3 punkty (2018)

### Reprezentacja
- Mistrzyni Azji (2013, 2015, 2017, 2019)[13][14][15][16]
- Wicemistrzyni igrzysk:
  - olimpijska (2020)[17][18][19]
  - Azji Wschodniej (2013)
- Uczestniczka:
  - igrzysk olimpijskich (2016 – 8. miejsce, 2020)[17][18][20]
  - mistrzostw świata (2014 – 14. miejsce, 2018 – 9. miejsce,  2022 – 9. miejsce)[21][22][23][24]
  - azjatyckich prekwalifikacji olimpijskich (2019)
- Zaliczona do I składu mistrzostw Azji (2019)[25]

Młodzieżowe
- Wicemistrzyni Azji U–16 (2009)[26]
- Brązowa medalistka mistrzostw świata U–18 3x3 (2011)
- Uczestniczka mistrzostw świata U–17 (2010 – 5. miejsce)[27]